# Deutscher Soldatenfriedhof Langemark

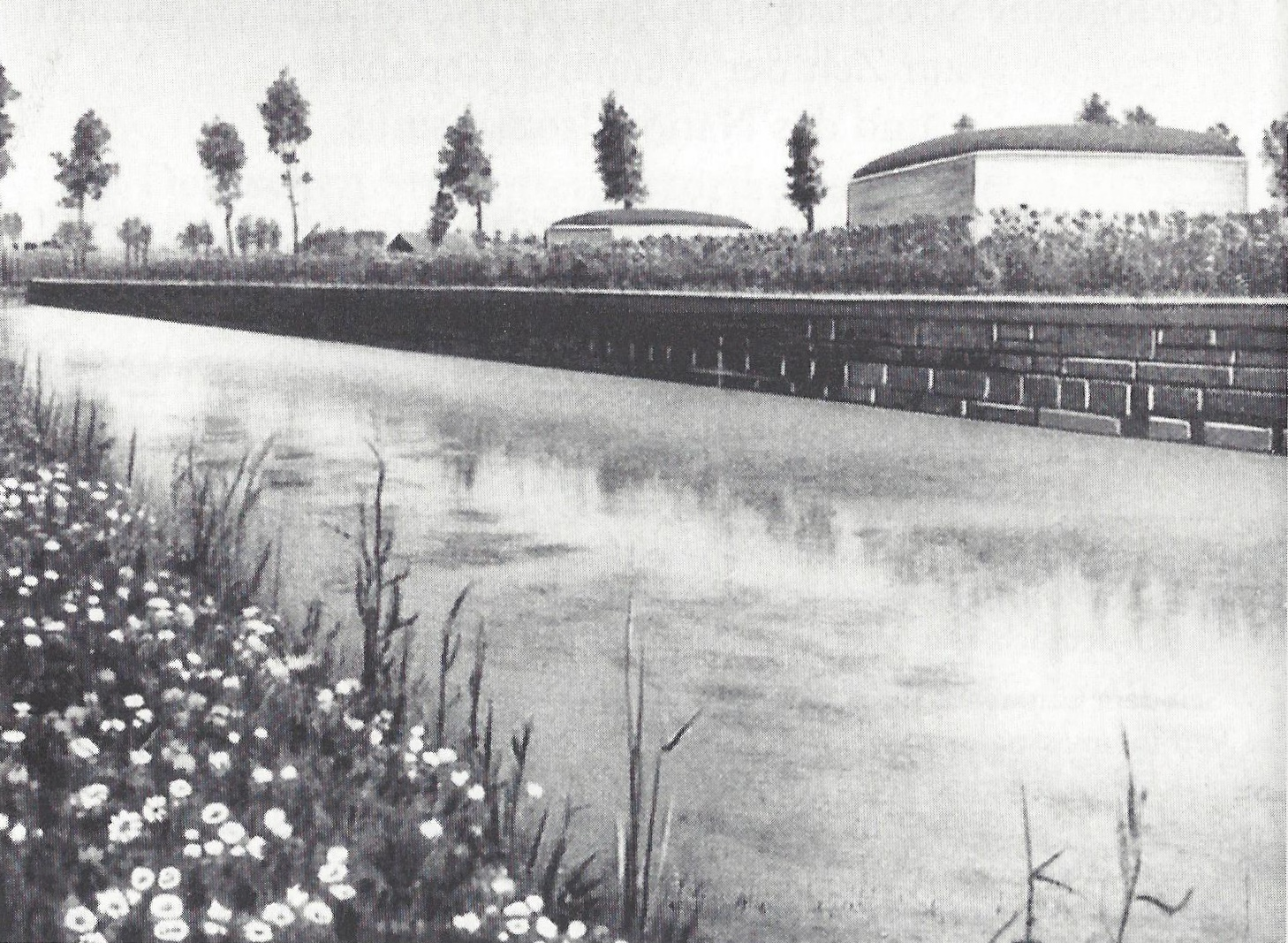
Kriegsgräberstätte Langemarck (1932)

Der Deutsche Soldatenfriedhof Langemark im belgischen Ort Langemark ist ein Soldatenfriedhof für 44.304 Deutsche, die 1914 in der Ersten Flandernschlacht gefallen sind. Er steht im Zusammenhang mit dem Mythos von Langemarck.

## Geschichte

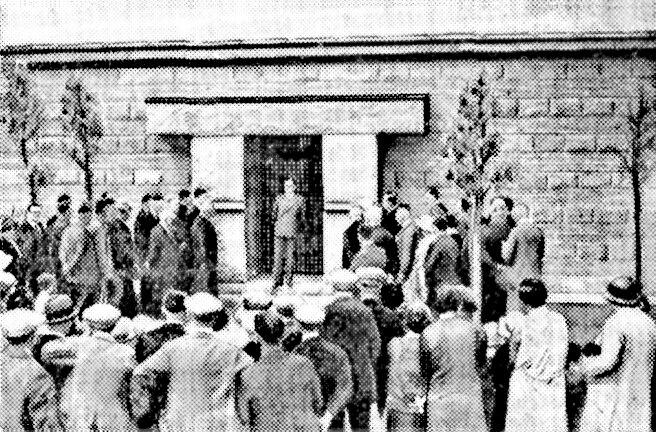
Weihestunde des Denkmals von Langemarck am 10. Juli 1932

Gleich nach der Flandernschlacht im Jahr 1914 war „Langemarck“ zu einem besonderen Symbol deutscher Propaganda geworden. 1928 tagte in Paris der Rat der Conféderation Internationale des Etudiants aus Vertretern von mehr als vierzig studentischen Korporationsverbänden. Auf ihrer Reise fuhren deutsche Studentenvertreter durch Westflandern, um die Kampfstätten des Ersten Weltkriegs, insbesondere Langemarck, zu besuchen. Dort fiel ihnen auf, dass die gefallenen englischen, französischen und belgischen Soldaten auf gut gepflegten Friedhöfen begraben waren, während ein Friedhof für die deutschen Soldaten fehlte. Stattdessen fanden sie einzelne von Unkraut überwucherte Gräber und umgefallene Kreuze mit Aufschriften wie „Unbekannt. Deutscher“. Nach dieser Beobachtung beschloss die Deutsche Studentenschaft, den „Deutschen Soldatenfriedhof Nr. 123“ nahe Langemarck auszubauen. Zur Finanzierung wurde die „Langemarck-Spende der Deutschen Studentenschaft“ begründet. Als zur Langemarkspende aufgerufen wurde, verbot das Land Preußen im Gegensatz zu Bayern das Einsammeln. Kundgebungen gegen den Vertrag von Versailles, die von den Universitäten geplant waren, wurden vom Kultusminister untersagt. Über diesen Eingriff beschwerten sich nicht nur die
Studenten, sondern auch Rektor und Senat der Hochschulen in Berlin, Breslau, Königsberg und Kiel. Außer den Spendenaufrufen fanden Feiern des Langemarckausschusses für Hochschule und Heer statt; 1929 kamen dazu 15.000 Teilnehmer in den Berliner Sportpalast. 1930 wurde der Grundstein des Friedhofs gelegt. 10.500 deutsche Soldaten wurden umgebettet. Anlässlich der Einweihung des Friedhofs am 10. Juli 1932 hielt der Münchner Schriftsteller Josef Magnus Wehner, der selbst an der Westfront verwundet worden war, eine später weitverbreitete Rede. Gleichzeitig fanden im gesamten Deutschen Reich Gedenkfeiern statt.

„Der Sturm der sogenannten Studentenregimenter von Kriegsfreiwilligen im flandrischen Langemarck am 11. November 1914 wurde zum Symbol der Opferwilligkeit der Studenten wie der militärischen Sinnlosigkeit ihres Blutzolls.“

## Lage

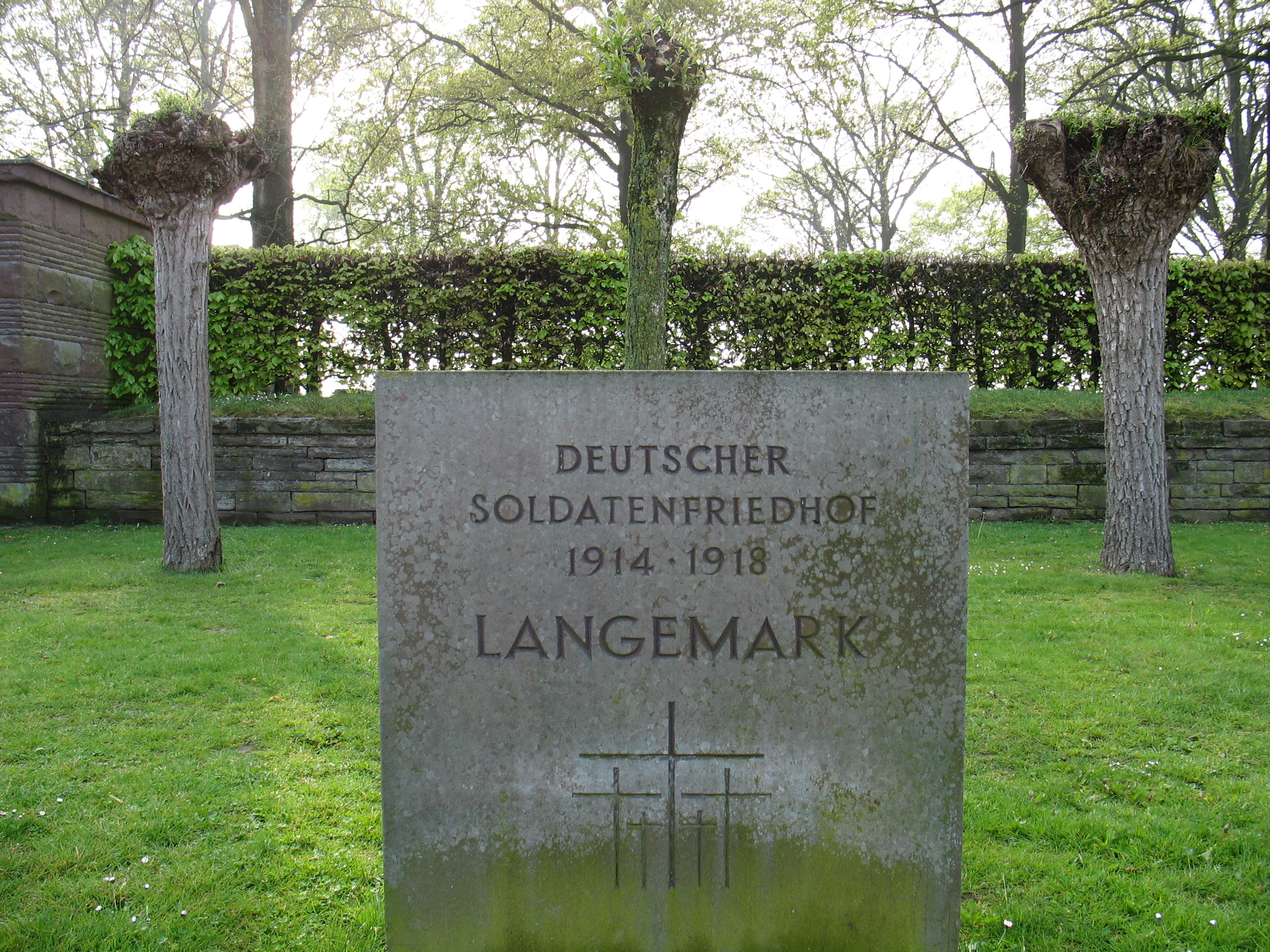
Stein am Eingang des Soldatenfriedhofs

Der Deutsche Soldatenfriedhof Langemark liegt am nördlichen Ortsausgang, an der Straße nach Houthulst und Diksmuide.

## Gestaltung
Man betritt die Gräberstätte durch einen Eingangsbau aus rotem Wesersandstein. Im Inneren befinden sich zwei Gedenkräume. Der linke Raum enthält eine in Holz geschnitzte Karte Belgiens, die die Lage der früheren und der heutigen Friedhofsorte wiedergibt. Hier befindet sich auch das Namenbuch sowie ein Kondolenzbuch. Der rechts gelegene Raum enthält – in Eichentafeln geschnitzt – die Namen der bekannten Gefallenen, die auf diesem Friedhof bereits vor Beginn der großen Zusammenbettungsaktion der Jahre 1956 bis 1958 lagen.

### Gemeinschaftsgrab
Wenn man den Eingangsbau verlässt, gelangt man über einen kleinen Hof an das große Gemeinschaftsgrab, in dem die sterblichen Überreste von mehr als 25.000 unbekannten deutschen Soldaten ruhen. Für annähernd 17.000 hat der Volksbund Deutsche Kriegsgräberfürsorge nachträglich die Namen feststellen können. Diese sind in Bronzetafeln gegossen, die – auf schweren Steinquadern befestigt – an drei Seiten des Gemeinschaftsgrabes aufgestellt wurden. Im Hintergrund erblickt man die Figurengruppe von vier aus Bronze gegossenen „trauernden Soldaten“, welche ein Werk des Bildhauers Emil Krieger sind. Das Gräberfeld selbst ist mit Eichen bepflanzt und von einem Wall mit davor liegendem Graben umgeben.

### Spenderverbände

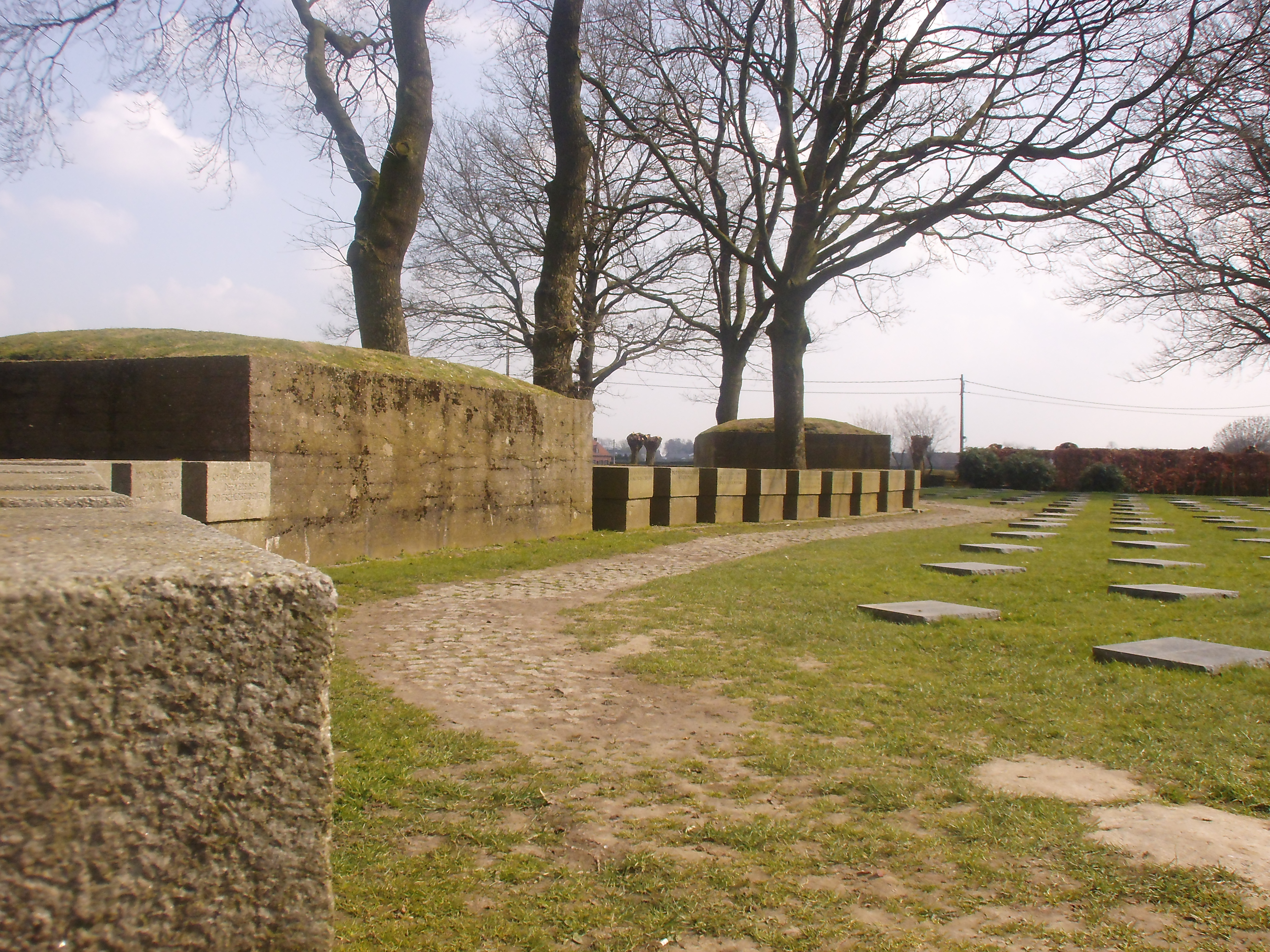
Ehemaliger Betonunterstand und Stelenreihe studentischer Korporationsverbände

Im nördlichen Bereich ist ein Teil der ehemaligen deutschen Frontlinie durch drei restaurierte Bunker und dazwischen befindliche Granitblöcke markiert. Diese Blöcke tragen die Bezeichnungen von an den Kämpfen beteiligt gewesenen Truppenteilen und Korporationsverbänden, die in der Zwischenkriegszeit durch Spenden zum Ausbau des Friedhofes beitrugen.

## Neugestaltungen
Dieser Friedhof, den man seinerzeit aus der Gruppe von vier Hauptfriedhöfen in Flandern als „Studentenfriedhof“ heraushob, wurde 1957 neu gestaltet. Infolge zahlreicher Umbettungen von danach aufgelassenen Soldatenfriedhöfen und auch einzelnen Soldatengräbern aus Flandern liegen auf dem Friedhof 44.304 deutsche Soldaten begraben. Der Friedhof zeigt sich nun offen, Kreuze wurden entfernt und durch schlichte Platten ersetzt, die gesäumt von Stieleichen ein harmonisches Bild in der Landschaft Flanderns bilden.
Im Jahr 2006 wurde auf der Nordseite ein tunnelartiges Gebäude errichtet, in dem drei aufeinander aufbauende Filmsequenzen gezeigt werden, die Bilder aus dem Krieg, einen geographischen Überblick über die Lage der Orte und ehemaligen Soldatenfriedhöfe in der Region sowie die Geschichte des Soldatenfriedhofes Langemark darstellen.
2015 wurden das Eingangsgebäude, die Wege und die Flächen der Kriegsgräberstätte renoviert. Am 16. Oktober 2015 wurde er mit einer feierlichen Gedenkveranstaltung des Volksbundes Deutscher Kriegsgräberfürsorge e. V. in Anwesenheit des Deutschen Botschafters in Belgien, Rüdiger Lüdeking, wiedereröffnet.

## Gräber
- Eduard Kulenkamp, Richter und Kompaniechef (Block A Grab 2199)
- Eckard Meister, Rechtshistoriker
- Werner Voß, Jagdflieger

## Friedhof als Mahnmal
Der Friedhof ist ein Mahnmal dafür, dass viele jugendliche Freiwillige wissentlich in den Tod geschickt wurden und viele Tote nicht mehr identifizierbar waren. Das politische und militärische Versagen wurde durch Propaganda verharmlost. Der Friedhof hat jährlich 100.000 Besucher.
Zwischen dem Friedhof und dem zugehörigen Parkplatz findet sich eine Informations- und Erinnerungsstätte. Der Zugang vom Parkplatz zu Friedhof führt durch diese. Die Informations- und Erinnerungsstätte ist in Form eines dunklen Tunnels gestaltet. Bildschirme im Tunnel vermitteln Informationen über den Ersten Weltkrieg und die Flandernschlacht, während auf der gegenüberliegenden Seite Schießscharten den Blick auf den Friedhof freigeben.

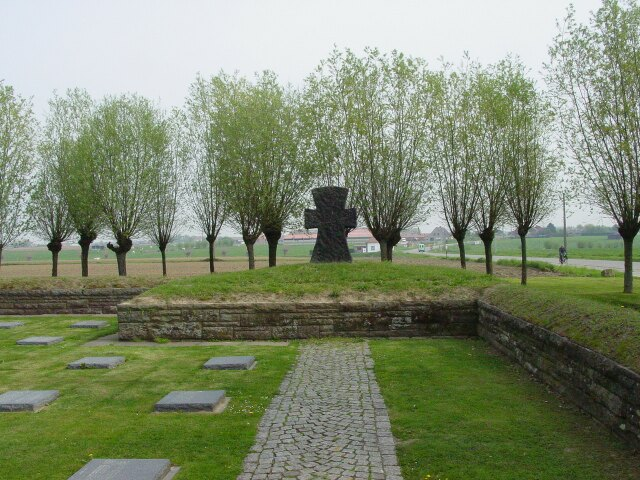
Gedenkkreuz in der Nordostecke des Areals
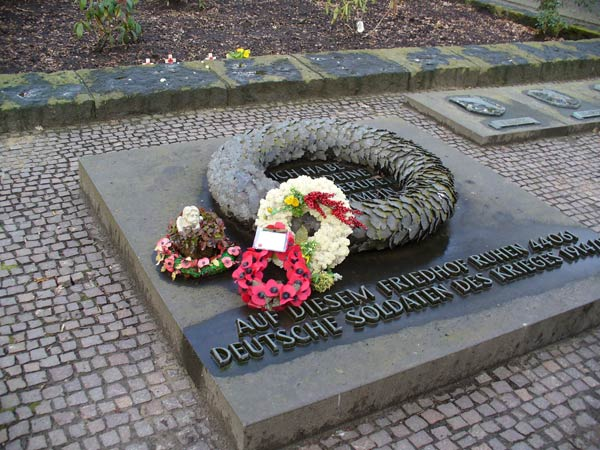
44.061 Gefallene
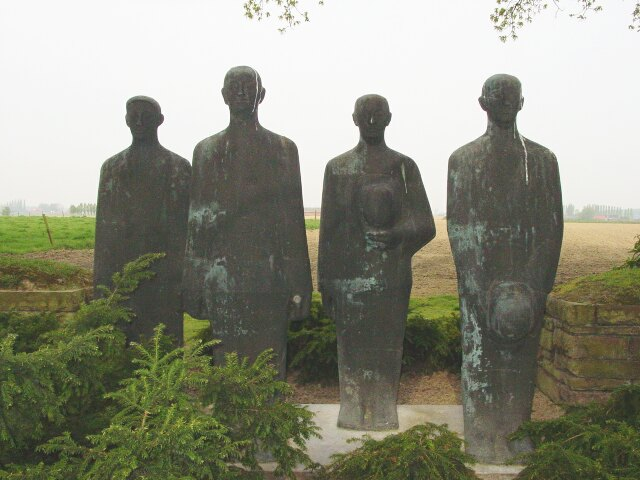
„Trauernde Soldaten“ von Emil Krieger
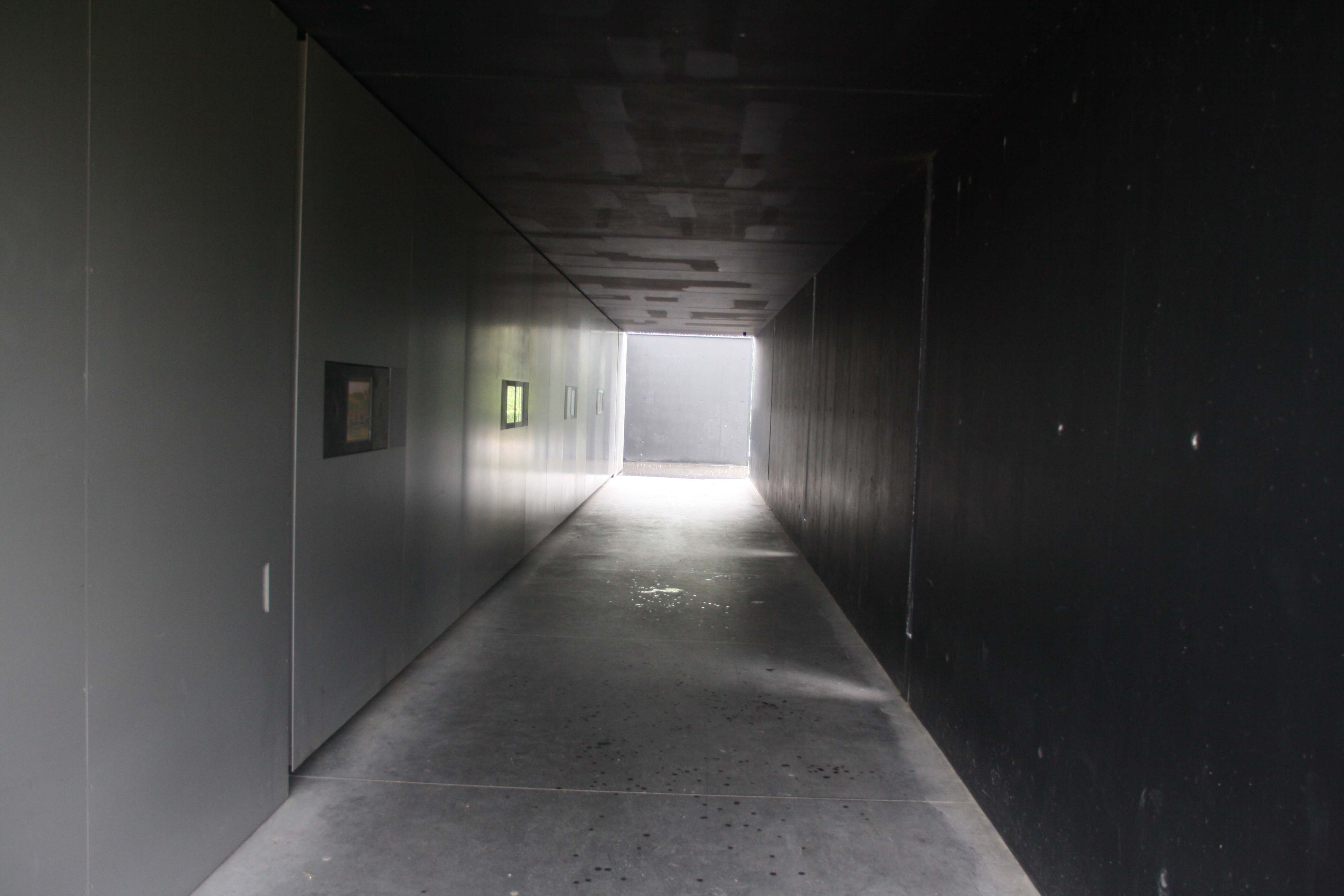
Tunnel des Mahnmals

## UNESCO-Weltkulturerbe
Als Grab- und Gedenkstätte des Ersten Weltkriegs gehört der „Soldatenfriedhof Langemark“ seit 2023 zum UNESCO-Welterbe in Frankreich.